# André-Louis Sanguin
André-Louis Sanguin (né le 23 mars 1945 à Rouen) est un géographe français et canadien. Professeur des Universités, il a enseigné la géographie politique au Québec, à Chicoutimi (1970-1983), à Angers (1986-1998) et à Paris IV-Sorbonne (1998-2008).

## Son œuvre
Ses écrits ont contribué à étudier 'les conséquences spatiales du processus politique'. De 2004 à 2008, il a présidé la Commission de Géographie politique de l'Union géographique internationale.
Se situant dans la mouvance scientifique d'André Siegfried et de Jean Gottmann, il a été l'un des précurseurs qui ont introduit la géographie politique en France comme discipline universitaire autonome. Il a travaillé entre autres sur la géographie de la guerre et de la paix, les minorités ethniques en Europe la coopération transfrontalière, ainsi que sur le conflit politique et territorial en ex-Yougoslavie. À la redécouverte de la pensée géographique, il a publié à ce titre les biographies de Paul Vidal de La Blache en 1993 un volume consacré à celui que l'on considère comme le père fondateur de la géographie française. L'ouvrage dans son ensemble apporte des informations précises mêlant aspect biographique et textes représentatifs de l'évolution intellectuelle du géographe français. À partir de sources inédites et d'archives inexploitées, la vie et l'œuvre du visionnaire humaniste André Siegfried sont redécouvertes par Sanguin et ont valeurs de témoignages dans la mesure où elles restituent par touches successives ce qu'étaient la société française et les affaires internationales à l'époque des IIIe et IVe Républiques. Il a également publié des analyses sur les idées géographiques de grandes figures disparues comme Nicolas Copernic, Friedrich Ratzel, Dmitri Nikolaïevitch Anoutchine, Jean Gottmann et Emmanuel Kant à qui il consacre un article dans les Annales de géographie, revue fondée par Paul Vidal de La Blache, où il propose de « redécouvrir la pensée géographique de Kant ». André-Louis Sanguin travailla en outre à partir de plusieurs annonces de cours et réfléchit sur la notion d'espace à travers les œuvres philosophiques de Kant. Cette étude ciblée sur la conception spatiale de Kant a permis à Sanguin d'ériger le philosophe en « inspirateur et père spirituel » de la géographie scientifique moderne, estimant que celui-ci avait « systématisé la discipline en lui donnant une définition et une place dans le champ de la connaissance humaine ! ».

## Contribution à la géographie politique
L’œuvre d'André-Louis sanguin intitulée La Géographie politique est une nouvelle manière d'aborder la géographie à travers les processus politiques et les dynamiques territoriales.
Le but de l'auteur est de fournir une nouvelle approche de la discipline qui a suscité peu d'intérêt de la part des géographes français à la suite de son utilisation par la politique hitlérienne à des fins d'expansions territoriales Geopolitik.
En s'appuyant sur la littérature anglo-saxonne et ses travaux personnels menés en Amérique du Nord et en Europe, André-Louis Sanguin va tenter à travers cette œuvre de réconcilier la géographie politique avec la géographie française.
L'auteur définit dans son introduction, le concept de géographie politique comme étant « L'analyse des conséquences spatiales du processus politique ». Il situe la géographie politique comme étant une branche de la géographie humaine étant donné que les deux disciplines cherchent à expliquer et mettre en valeur les liens entre la nature, l'environnement, et les sociétés.
Le livre se divise en trois parties :
La Géographie et l'État
Dans cette partie, l'auteur introduit la notion de territoire politique en la divisant sous quatre types d'espaces : aérien, océanique, terrestre et temporel.

Pour exister, un État à besoin d'un support matériel sur lequel il peut s'établir. L'auteur compare d'abord les différents États en fonction de la taille et de la forme de leur territoire. Il essaye d'établir un lien entre le pouvoir d'un État et ces deux variables, la question se pose si « La taille d'un État fait-elle automatiquement sa force ?[...] Non, car la taille territoriale est une notion toute relative et il n'y a pas de relation mécanique entre le territoire et la force politique ». Il prend pour démontrer ce fait l'exemple de la Mauritanie, en effet malgré la vastitude de son territoire, ce pays ne détient aucun poids politique. Cependant, il admet que plus un territoire est grand, plus il a de chance d'abriter dans son sous-sol des richesses exploitables.
La variable morphologique visible par lecture de cartes distingue les différentes formes d'États : 
allongés, compacts, appendiculaires, fragmentés, perforés, étranglés et enserrés.
D'après lui, la forme idéale serait un État compact car ce type de forme évite les coupures topographiques donc le risque de séparation et de rivalité entre les parties du territoire. Cette forme favoriserait les flux et les déplacements ainsi qu'une meilleure circulation.
Il cherche à expliquer comment s'organisent les territoires en fonction de leurs systèmes politiques et situe les différents types d’États en fonction de leurs localisations géographiques.
Le sentiment d'appartenance est étudié à travers la société et les valeurs partagées au sein d'un territoire. L'environnement, la culture, le conditionnement et les valeurs que les groupes sociaux partagent et auxquels ils s'identifient créent le sentiment d'appartenance. Le territoire est utilisé et approprié afin de servir de support à ces valeurs.
Enfin, l'auteur recense les différentes structures étatiques qui composent les territoires. Le concept d’État national se traduit par le fait qu'un État se construit non seulement à partir d'un territoire mais aussi d'un groupe humain qui partage une idéologie et une histoire commune.
Politique Publique et Géographie 
Cette partie cible les territoires nationaux et régionaux, leurs politiques de gouvernance et d'aménagements territoriaux.
Il explique la hiérarchie du pouvoir au sein de l'État national et examine les divisions du pouvoir au sein d'un territoire.
L'auteur rappelle le rôle des pouvoirs administratifs et le fonctionnement des services publics.
La décentralisation est indispensable dans la mesure où la division territoriale du pouvoir permettrait une mise en valeur et un meilleur développement de chaque espace.
Ce processus crée plus d'homogénéité et d'équilibre au sein d'un territoire, de plus, il favorise également la compétitivité de ces espaces et engendre ainsi plus d'originalités et de diversités.
Cependant, cette égalité est une utopie car certains territoires ont plus d'influences et sont plus attractifs que d'autres selon leurs ressources ou leurs localisations.
Le comportement électoral et le vote est abordé par rapport à la société, les mouvements politiques et la géographie. Il fait une analyse des comportements électoraux des citoyens en fonction de leur environnement. Avec la cartographie, les tendances électorales sont perceptibles et le lien entre la géographie et l'orientation des électeurs se fait plus nette. D'après lui, l'environnement physique est un facteur susceptible d'influencer le comportement électoral d'une population.
Géographie et affaires internationales
La dernière partie étudie les affaires internationales et les systèmes multinationaux. Le premier chapitre intitulé "l'espace aquatique, aérien et cosmique" traite principalement de «la souveraineté des États sur les océans et du droit maritime». La notion d'eaux territoriales est revendiquée par les États à des fins économiques, les ressources halieutiques étant les principales richesses exploitables sur ces espaces. L'accès à la mer peut présenter des difficultés pour un État enclavé, et celui-ci se trouve naturellement désavantagé par rapport aux autres, il est donc impératif de frayer un "corridor" afin que celui-ci puisse participer au commerce international. Néanmoins, leurs approvisionnement en ressources aquatiques dépendent de leurs relations avec les pays voisins ayant une ouverture maritime.
Dans la deuxième partie, le géographe traite des relations internationales et des formes de dominations.
Le colonialisme est expliqué sous deux formes spatiales : le colonialisme primaire ou "d'encadrement" servait de moyen de conditionnement des populations indigènes d'une part et à tirer profit des richesses de l'autre. Ce fut le cas de l'Allemagne, la France et la Belgique.
Le colonialisme secondaire ou de "peuplement" avait pour but de s'approprier un territoire afin accueillir les colons issus des métropoles : le système britannique relève de ce processus.
Les organisations internationales tendent dans leurs principes à effacer les inégalités entre les territoires, mais l'implantation de leur quartier général peut avoir une influence sur le rayonnement d'un espace, en citant Claude Raffestin, l'auteur prend l'exemple du désenclavement aérien de Genève après l'établissement de la Société des Nations.

## Sources
- Bernard Bomer, « Compte rendu de La géographie politique », Norois, vol. 102, no 102, 1979, p. 285
- Isabelle Laboulais-Lesage, La Géographie de Kant, KANT (Emmanuel) – Géographie – 1999, Paris, Aubier, Bibliothèque philosophique, texte préfacé et traduit de l’allemand par Michèle COHEN-HALIMI, Max MARCUZZI et Valérie SEROUSSI, 394 p. COUZINET (M.-D.), CRÉPON (M.), (eds.) – Corpus. Géographies et philosophies – 34, 1998, 200 p.
- A-L Sanguin, «Redécouvrir la pensée géographique de Kant», Annales de géographie, numéro 576, vol. 103, p. 134-151, 1994
- [PDF] Sanguin, André-Louis, La géographie politique, Paris, Presses universitaires de France, 1977, 183 p.